# Clifton Cushman
Pour les articles homonymes, voir Cushman.
Clifton Emmett « Cliff » Cushman (né le 2 juin 1938 à Cedarville dans le Michigan et mort le 25 septembre 1966 à Hải Phòng) est un athlète américain spécialiste du 400 mètres haies devenu pilote pour l'armée américaine. Licencié au Kansas Jayhawks, il mesurait 1,88 m pour 72 kg.

## Carrière
Après sa carrière sportive, il s'engage dans l'United States Air Force. Le 25 septembre 1966 vers 15 h 30, Cushman est abattu au Nord-Vietnam à Hải Phòng par des tirs antiaériens.

### Palmarès
| Date | Compétition           | Lieu    | Résultat | Performance |
| ---- | --------------------- | ------- | -------- | ----------- |
| 1959 | Jeux panaméricains    | Chicago | 3e       | 53 s 0      |
| 1960 | Jeux olympiques d'été | Rome    | 2e       | 49 s 6      |

### Records
| Épreuve          | Performance | Lieu | Date |
| ---------------- | ----------- | ---- | ---- |
| 400 mètres haies | 49 s 6      | Rome | 1960 |